# Cabagan
Cabagan es un municipio filipino de primera categoría perteneciente a  la provincia de La Isabela en la Región Administrativa de Valle del Cagayán, también denominada Región II.

## Geografía
Tiene una extensión superficial de 430.40 km² y según el censo del 2007, contaba con una población de 43.562 habitantes y 7.250 hogares; 45.732 habitantes el día primero de mayo de 2010

### Barangayes
Cabagan se divide administrativamente en 26 barangayes o barrios, 17 de  carácter rural y nueve de carácter urbano.
| - Aggub - Anao - Angancasilian - Balasig - Cansan - Casibarag del Norte - Casibarag del Sur - Catabayungan - Cubag | - Garita - Luquilu - Mabangug - Magassi - Ngarag - Pilig de Abajo - Pilig Alto - Centro (Población) - San Bernardo | - San Juan - Saui - Tallag - Ugad - Union - Masipi del Este - Masipi del Oeste - San Antonio |